# Good Old Habit
Good Old Habit (G.O.H.) is een Nederlandse punkband die in 1997 in Amsterdam werd opgericht door zanger Rik (ook wel Ruk genoemd). De bandleden Ruk, Alien, Philthy en Motör zijn (voormalige) leden van andere punkbands zoals Brezhnev, Union Morbide en De Kale Mannen.
Op 11 september 2014 maakte G.O.H. bekend dat de band op zoek was naar een nieuwe drummer. Toen die in 2015 nog niet gevonden was, maakte Good Old Habits op 24 augustus van dat jaar bekend dat de band zou stoppen.
De band heeft in totaal een ep (In, eeeh...G.O.H. we trust!! Yep, you better!!) en een studioalbum (Insert coin for trouble!) uitgebracht, waarvan Insert coin for trouble! onder het eigen label van de band, simpelweg GOH genoemd, werd uitgegeven. Ook zijn er nummers van de band op enkele compilatiealbums te horen.

## Bandleden
- Ruk - zang (1997-2015)
- Philthy - basgitaar (2008-2015)
- Ola Carbona - gitaar (2014-2015)

### Ex-leden
- Motör - gitaar (1999-2014)
- Alien - drums (2000-2014)

## Discografie
- 1999 - In, eeeh...G.O.H. we trust!! Yep, you better!! (ep, Skanky'Lil Records)
- 2001 - Insert coin for trouble! (studioalbum, GOH)